# Burning Witches
Burning Witches é uma banda de heavy metal/power metal da Suíça, mais especificamente da região de Brugg.
A sonoridade de suas músicas resulta de uma complexa mistura de heavy metal tradicional e power metal. A banda já foi, muitas vezes, chamada de versão feminina do Judas Priest, sobretudo devido ao timbre de voz da vocalista e ao andamento das músicas, que remetem à famosa banda britânica. Até o momento, o grupo tem seis trabalhos lançados, sendo dois singles, três álbuns de estúdio e um álbum ao vivo.

## História
Burning Witches foi formada em 2015. No ano seguinte, 2016, lançaram uma demo contendo duas músicas e este trabalho foi eleito como “demo do mês”, pelas revistas Metal Hammer e Rock Hard, ambas da Alemanha. Em 2017, o grupo lançou um álbum chamado Burning Witches, contendo 11 faixas que se extendiam por pouco mais de 45 minutos.
Em 2018, o Burning Witches lançou nada menos que dois álbuns, sendo um deles contendo músicas ao vivo (apenas quatro faixas, sendo uma delas um côver da música Holy Diver, de Ronnie James Dio) e um álbum de estúdio chamado Hexenhammer, contendo 14 composições, sendo uma delas instrumental. O álbum foi lançado pela gravadora Nuclear Blast. No ano seguinte, 2019, o Burning Witches lançou o álbum Burning Witches / Burning Alive, trabalho contendo 15 faixas, sendo quatro delas composições gravadas ao vivo. No mesmo ano, em 14 de junho, a banda lança um single, contendo uma única música, de nome Wings Of Steel.

## Integrantes
- Jeanine Grob – baixo;
- Lala Frischknecht – bateria;
- Romana Kalkuhl – guitarra (também integrante da banda Atlas & Axxis);
- Laura Guldemond – vocal (desde 2019; também integrante da banda Shadowrise, da Holanda).
- Larissa Ernst – guitarra (ex – Anna Lux, Gomorra, Pater Iltis).

Burning Witches em apresentação no festival Rockharz 2019
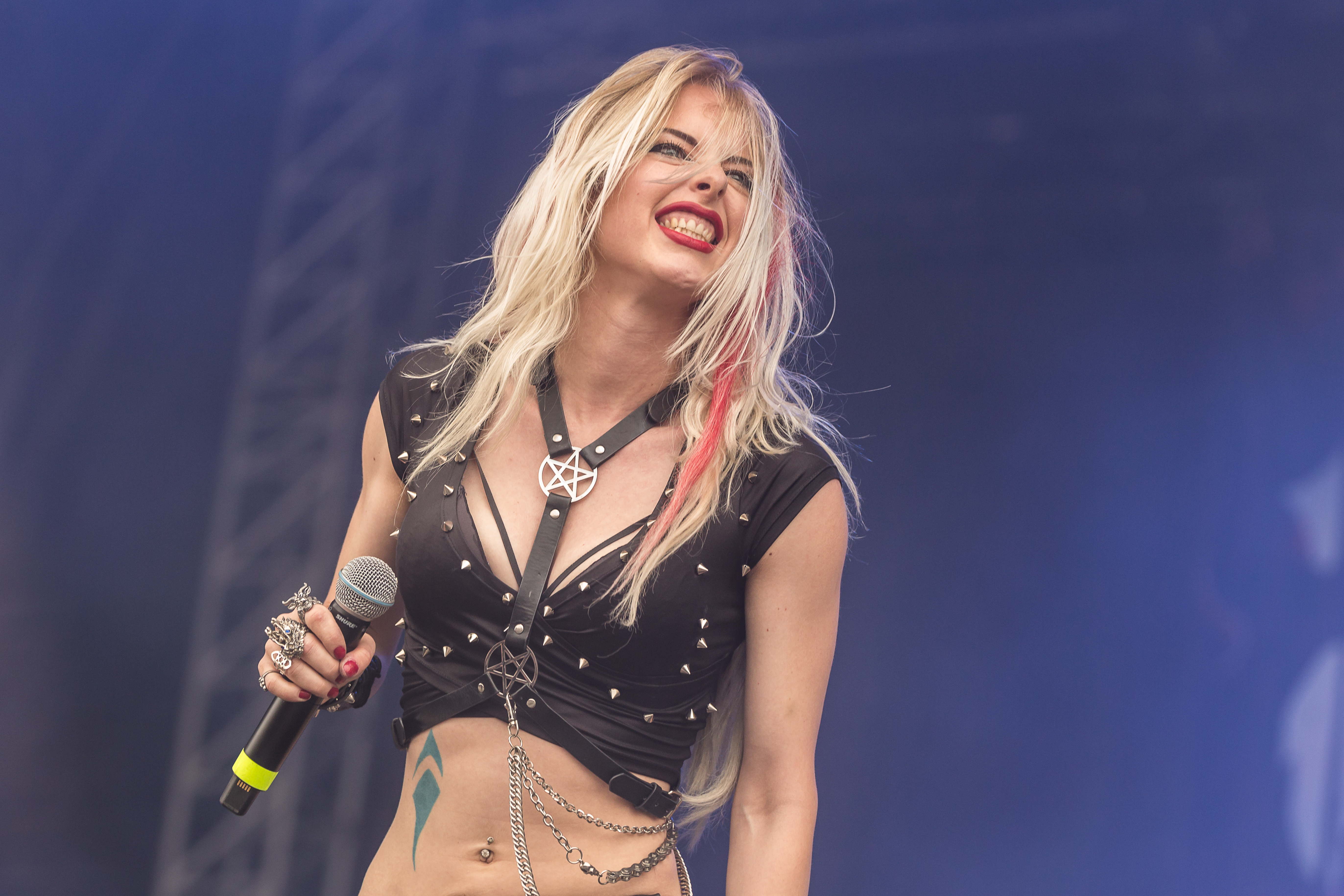
Vocalista Laura Guldemond
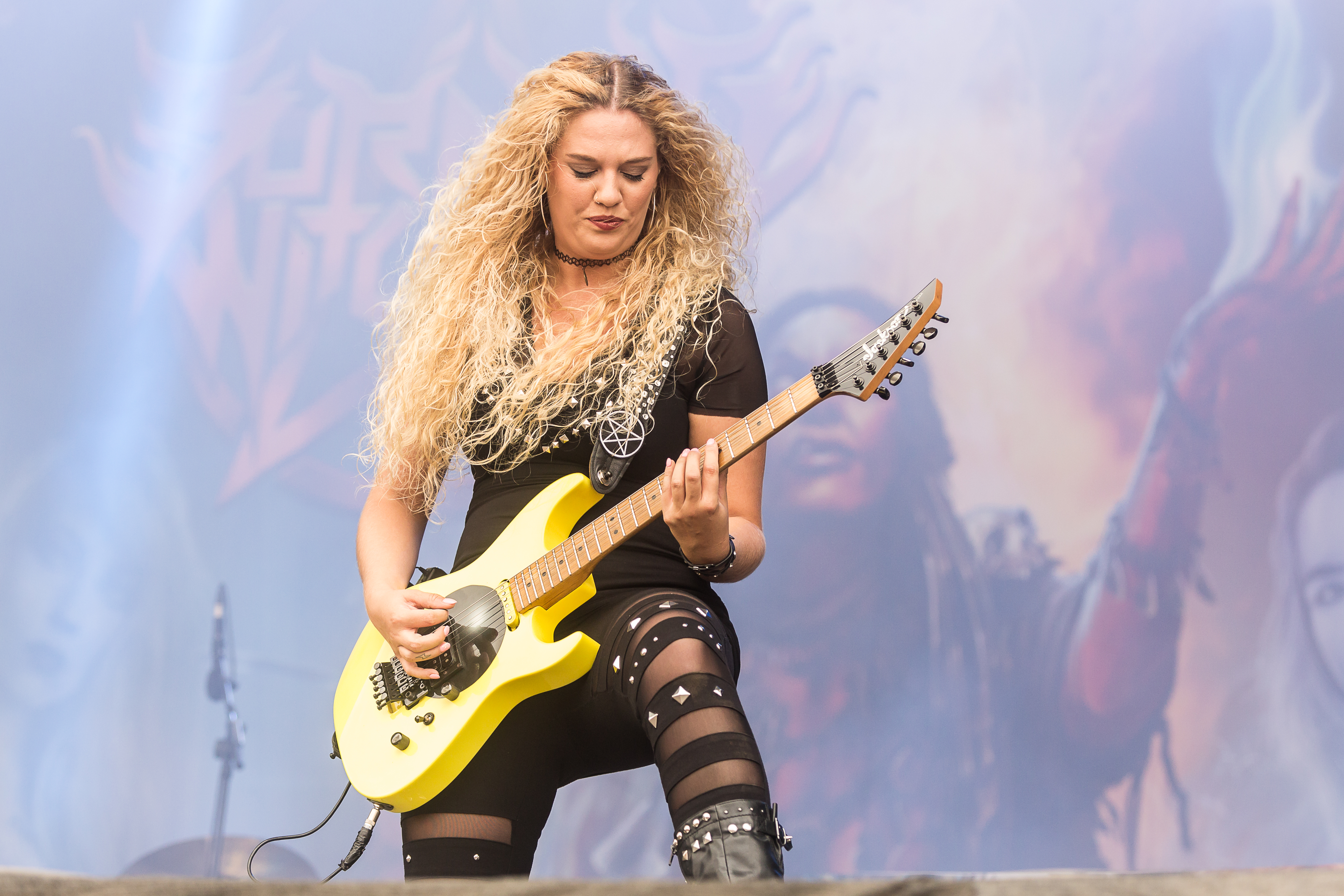
Guitarrista Romana Kalkuhl
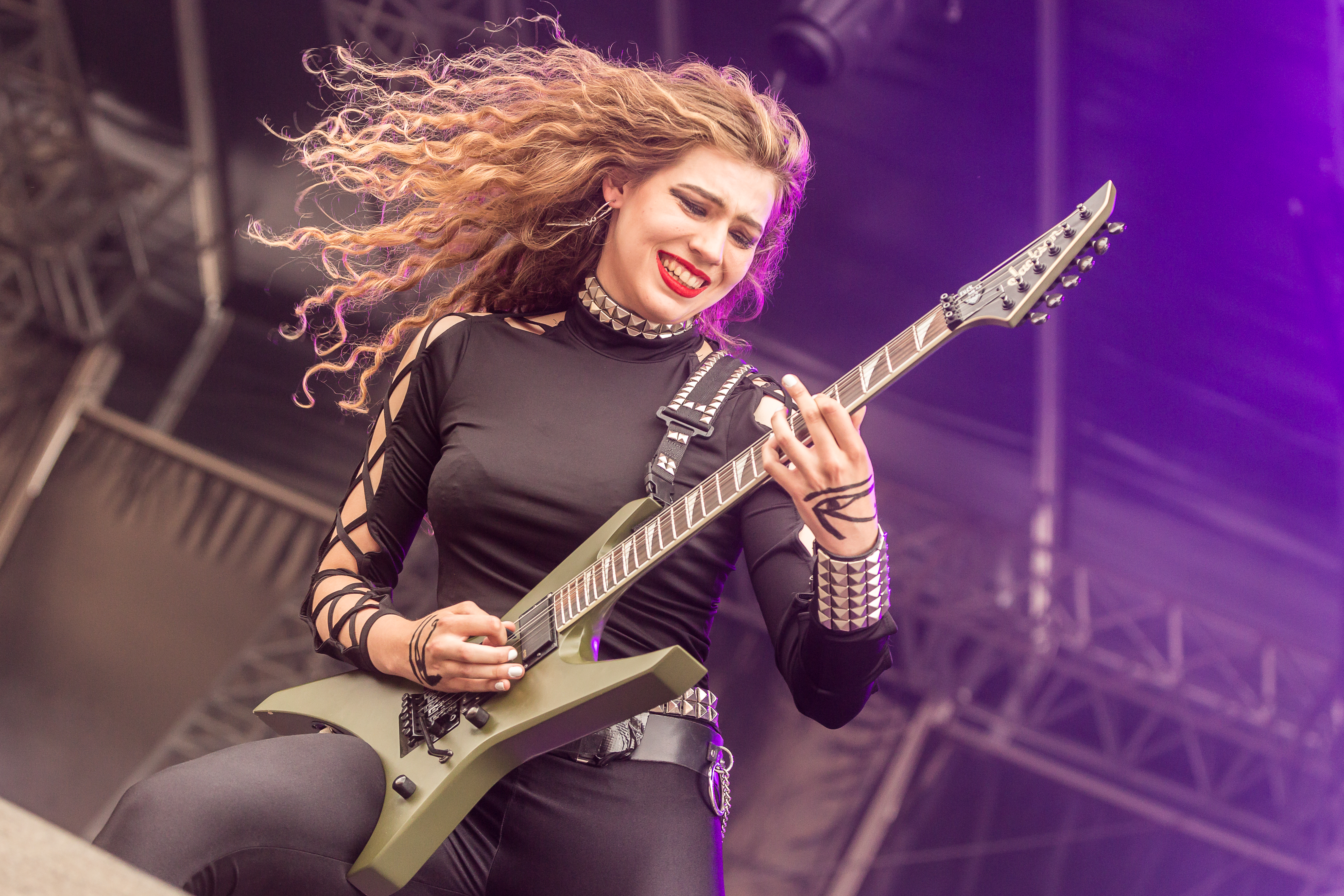
Guitarrista Sonia Nusselder
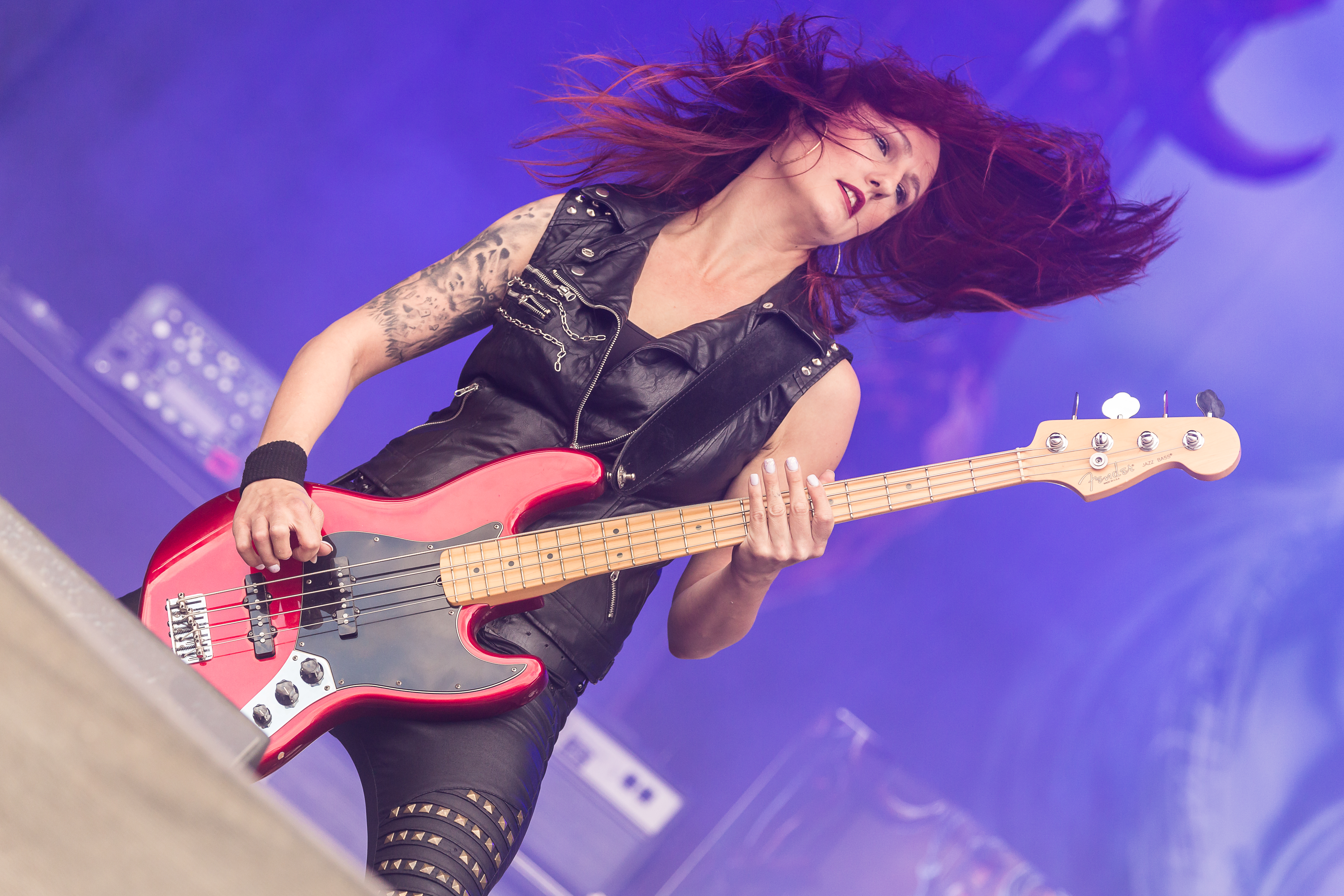
Baixista Jeanine Grob
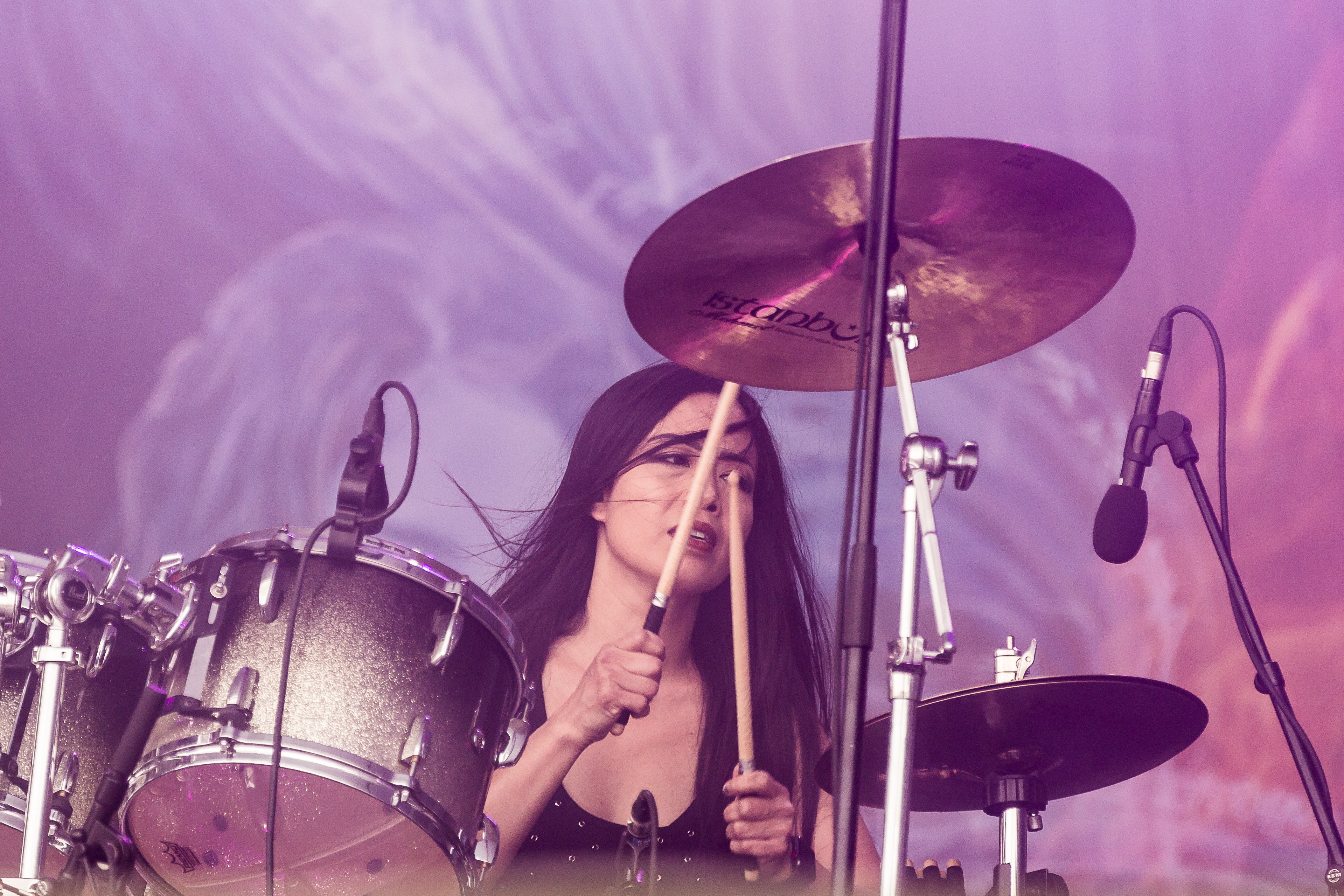
Baterista Lala Frischknecht

## Ex-integrantes
- Seraina Telli – Vocal;
- Alea Wiss – Guitarra
- Sonia Nusselder – Guitarra.

## Discografia
Singles
- Burning Witches (2016)
- Wings Of Steel (2019)

Álbuns de estúdio
- Burning Witches (2017)
- Hexenhammer (2018)
- Burning Witches/Burning Alive (2019)

Álbuns ao vivo
- Burning Alive

## Bandas semelhantes
- Jenner, da Sérvia;
- Huntress, dos Estados Unidos;
- Judas Priest, do Reino Unido;
- Crystal Viper, da Polônia;
- Warlock, da Alemanha;
- Doro, da Alemanha;
- Accept, da Alemanha;
- Primal Fear, da Alemanha.